# Trnávka (Pardubice)
Trnávka è un comune della Repubblica Ceca facente parte del distretto di Pardubice, nella regione omonima.